# Asteroleplasma anaerobium
Asteroleplasma anaerobium è una specie di batterio appartenente alla famiglia delle Anaeroplasmataceae.